# Cophocerotis elongata
Cophocerotis elongata is een vlinder uit de familie van de spanners (Geometridae). De wetenschappelijke naam van de soort is voor het eerst geldig gepubliceerd in 1904 door Thierry-Mieg.